# P1Harmony
P1Harmony (em coreano: 피원하모니; acrônimos: P1H) é um boy group sul-coreano formado pela FNC Entertainment em 2020. O grupo fez sua estreia em 28 de outubro de 2020, com seu EP Disharmony: Stand Out, bem como um filme adicional "P1H: The Beginning Of A New World". 

## Membros
Esta é uma lista de membros, adaptada de FNC Entertainment. 
- Keeho (기호)
- Theo (테오)
- Jiung (지웅)
- Intak (인탁)
- Soul (소울)
- Jongseob (종섭)

## Discografia

### Extended plays
| Título                | Detalhes do álbum | Melhores posições nas paradas | Vendas        |
| Título                | Detalhes do álbum | KOR                           | Vendas        |
| --------------------- | --- | ----------------------------- | ------------- |
| Disharmony: Stand Out | - Lançado: 28 de outubro de 2020 - Gravadora: FNC Entertainment - Formatos: CD, digital download Track listing 1. Intro: Breakthrough 2. Siren 3. Nemonade 4. That’s It 5. Butterfly 6. Skit; Disharmony # 1 | 5                             | - KOR: 35,847 |
| Disharmony: Break Out | - Lançado: 20 de abril de 2021 - Gravadora:FNC Entertainment - Formatos: CD, digital download Track listing 1. "Scared" (겁나니) 2. "Reset" 3. "Pyramid" 4. "AYAYA" 5. "End it" (끝장내) 6. "If You Call Me" | 6                             | - KOR: 35,667 |

## Prêmios e indicações
| Ano  | Prêmios            | Categoria               | Nomeado(s)/trabalho(s) | Resultado | Ref.  |
| ---- | ------------------ | ----------------------- | ---------------------- | --------- | ----- |
| 2021 | Seoul Music Awards | Rookie of the Year      | P1Harmony              | Indicado  | [ 6 ] |
| 2021 | Seoul Music Awards | K-wave Popularity Award | P1Harmony              | Indicado  | [ 6 ] |
| 2021 | Seoul Music Awards | Popularity Award        | P1Harmony              | Indicado  | [ 6 ] |